# Syrovice
Syrovice (in tedesco Serowitz) è un comune della Repubblica Ceca facente parte del distretto di Brno-venkov, in Moravia Meridionale.